# Митрофановский
 Митрофановский  — выселок в Яранском районе Кировской области в составе Шкаланского сельского поселения.

## География
Расположена на расстоянии примерно 26 км по прямой на юг-юго-восток от города Яранск.

## История
Известен с 1939 года как выселок, в 1950 здесь было дворов 16 и жителей 61, в 1989 постоянных жителей уже не было.

## Население
| 2010 |
| ---- |
| 1    |

Постоянное население составляло 2 человека (русские 100 %) в 2002 году, 1 в 2010.